# Ебрах
Ебрах (на немски: Ebrach) е община (Marktgemeinde) в регион Горна Франкония, Бавария, Германия, с 1806 жители (към 31 декември 2015).
През 1127 г. е основан цистерцианския манастир Ебрах.